# Justine Hauer
Justine Hauer (* 1971 in Meersburg) ist eine deutsche Schauspielerin.

## Werdegang
Justine Hauer ging im Internat Schloss Salem zur Schule. Sie absolvierte von 1991 bis 1994 ihre Ausbildung zur Schauspielerin an der Theaterwerkstatt Mainz. Seither arbeitet sie als freie Schauspielerin in Theater-, Film- und Hörspielproduktionen. Von 2002 bis 2016 verkörperte sie die Sekretärin Annika Beck, Beckchen genannt, im Konstanzer Ermittlungsteam Blum und Perlmann des Tatort. Hauer ist seit 2002 Mitglied des Fringe-Ensembles in Bonn.
Justine Hauer lebt in Köln.

## Filmografie (Auswahl)
- 2002–2016: Tatort, siehe Blum und Perlmann
- 2006: Contergan
- 2011: Linda geht tanzen
- 2012: Das Millionen Rennen
- 2016: Das beste Stück vom Braten
- 2016: Hotel Heidelberg: Kramer gegen Kramer
- 2016: Hotel Heidelberg: Kommen und Gehen
- 2019: WaPo Bodensee (Fernsehserie, Folge Tödliches Schweigen)
- 2019: SOKO Stuttgart (Fernsehserie, Folge Skate or die)
- 2020: Haus Kummerveldt
- 2020: Tatort: Es lebe der König!
- 2021: Beckenrand Sheriff
- 2022: Zitterinchen
- 2023: Bonn – Alte Freunde, neue Feinde (Fernsehserie)

## Hörspiele (Auswahl)
- 2013: Philine Velhagen und Jan Holtmann: Das größte Hotel der Stadt – Regie: Philine Velhagen (Hörspiel – WDR)[2]
- 2015: Max von Malotki: Verschlusssache KI2015 – Regie: Matthias Kapohl (Hörspiel – WDR)[3]
- 2019: Izzeldin Abuelaish: Ich werde nicht hassen (3 Teile)  – Regie: Claudia Johanna Leist (Hörspiel – WDR)
- 2019: Mariana Leky: Was man von hier aus sehen kann (4 Teile)  – Regie: Petra Feldhoff (Hörspiel – WDR)
- 2021: Daniel Wild: Tatort – Das interaktive Hörspiel. Lücken – Regie: Martin Zylka (interaktives Hörspiel für Sprachassistenzen – WDR/BR)
- 2021: Philine Velhagen und David Zane Mairowitz: Orwells Remington. Auf der Suche nach Orwells Schreibmaschine (4 Teile) – Regie: Philine Velhagen und David Zane Mairowitz (Hörspiel – WDR)[4]
- 2023: David Zane Mairowitz: Marlov in Tschernobyl – Regie: Jörg Schlüter (Hörspiel – WDR)[5]
- 2023: Anne-M. Keßel: Boudicca. Die Keltenkriegerin – Regie: Martin Zylka (8-teiliger Hörspiel-Podcast – WDR)[6]
- 2024: The Belles. Fantasy-Hörspiel-Serie nach Dhonielle Clayton, Hörspiel, WDR[7]